# IEEE transactions on services computing
IEEE transactions on services computing is een internationaal, aan collegiale toetsing onderworpen wetenschappelijk tijdschrift op het gebied van de
informatiesystemen en
software engineering.
De naam wordt in literatuurverwijzingen meestal afgekort tot IEEE T. Serv. Comput.
Het wordt uitgegeven door Institute of Electrical and Electronics Engineers.